# (3442) Яшин
(3442) Яшин (лат. Yashin) — типичный астероид главного пояса, открыт 2 октября 1978 года советским астрономом Людмилой Журавлёвой в Крымской астрофизической обсерватории и 12 сентября 1992 года назван в честь советского футболиста Льва Яшина.

## Обнаружение и именование
(3442) Яшин
Открыт 2 октября 1978 года в Научном Л. В. Журавлёвой.
Назван в память о футбольном вратаре и тренере Льве Ивановиче Яшине (1929—1990).
Оригинальный текст (англ.)3442 Yashin
Discovered 1978-10-02 by Zhuravleva, L. at Nauchnyj.
Named in memory of Lev Ivanovich Yashin (1929—1990), football goalkeeper and trainer.
Источники: DISCOVERY.DB; M.P.C. 20835.

## Орбита

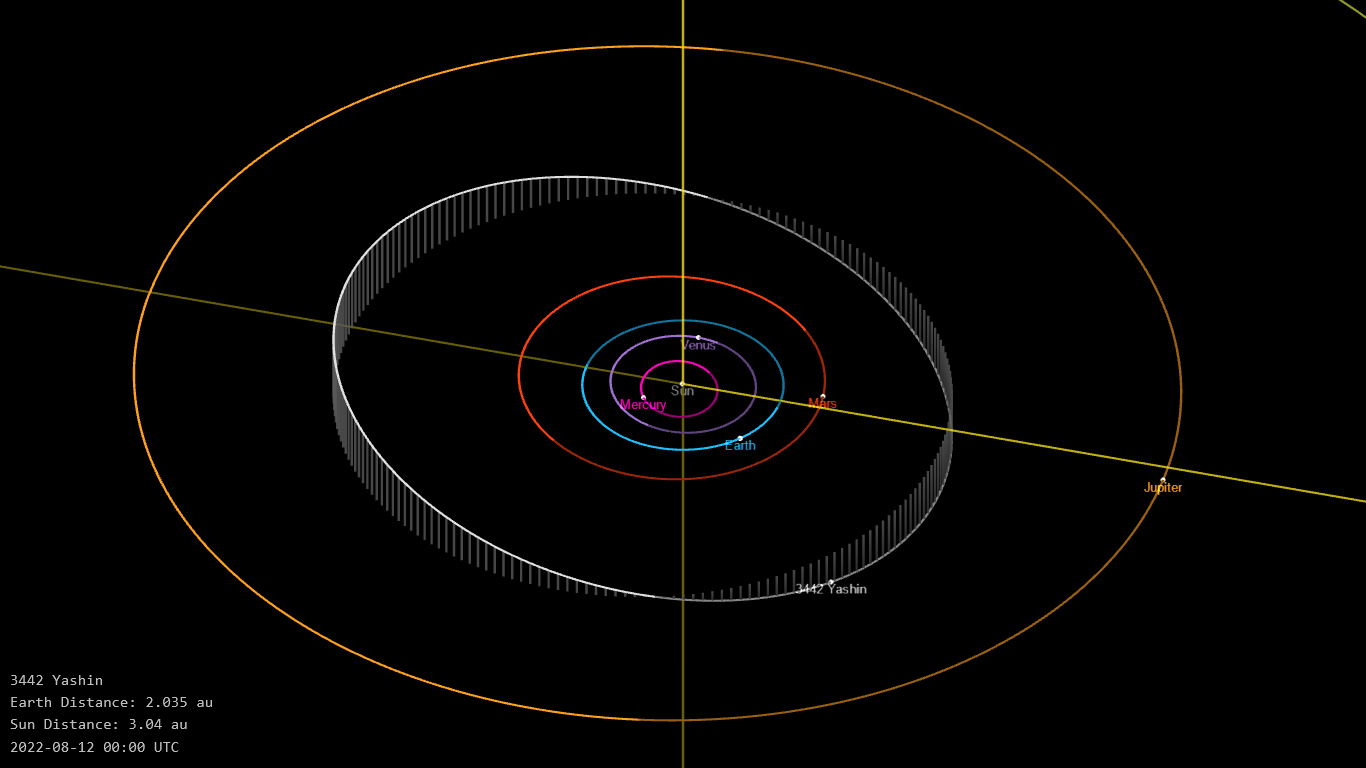
Орбита астероида Яшин и его положение в Солнечной системе

## Физические характеристики
Астероид относится к таксономическому классу C.
По результатам наблюдений в инфракрасном диапазоне орбитальной обсерватории IRAS и спутника Akari и наблюдений в видимом и ближнем инфракрасном диапазоне космического телескопа NEOWISE диаметр астероида сначала оценивался равным 26,87±1,3 км, позже — 25,708±0,524 км, 29,04±0,38 км, 31,94±1,83 км, 25,83±7,68 км и 26,81±9,00 км. Согласно тем же источникам альбедо оценивается как 0,0674±0,007, 0,0665±0,0041, 0,059±0,002, 0,044±0,008, 0,066±0,004, 0,040±0,042 и 0,037±0,029.